# La bona mentida
La bona mentida (títol original en anglès: The Good Lie) és una pel·lícula del 2014 dirigida per Philippe Falardeau i escrita per Margaret Nagle. Filmada a Atlanta, Geòrgia i Sud-àfrica, la pel·lícula és protagonitzada per Reese Witherspoon, Arnold Oceng, Ger Duany, Emmanuel Jal, Corey Stoll, i Sarah Baker. Es va projectar a la secció de presentacions especials del Festival Internacional de Cinema de Toronto de 2014. La pel·lícula es va doblar al català.

## Argument
Durant la Segona Guerra Civil sudanesa, Mamere, Theo, Gabriel, Daniel i Abitah escapen amb dos germans petits més després que el seu poble és destruït i les seves famílies massacrades. Després de caminar molts dies, s'uneixen a un grup de refugiats on es fan amics de Jeremiah i Paul. Poc després, tornen a anar pel seu compte i travessen un riu; allà perden a Gabriel a mans dels soldats; molts refugiats moren a trets. Després de dormir en un descampat, són descoberts però Theo convenç als dos soldats que està tot sol. Finalment, 6 d'ells arriben al gran campament de refugiats de Kakuma, a Kènia, on el petit Daniel, molt malalt, mor. Tretze anys després, tenen la sort de ser escollits per anar a Kansas City, als Estats Units.
Quan arriben a l'aeroport de Nova York, se'ls informa que Abital se'n va amb una família a Boston. Jeremiah, Mamere i Paul volen fins a Kansas, on els ve a buscar Carrie Davis, una temerària consellera laboral, qui els ajuda a trobar treball, i Pamela, qui els brinda la seva casa i suport. Jeremiah treballa en una tenda de comestibles i ensenya en una església local. Paul treballa en una fàbrica i es fa amic dels seus companys de treball, on queda exposat a les drogues. Mamere agafa dos treballs com a empleat d'una tenda i un guarda de seguretat per pagar-se els estudis, ja que vol convertir-se en metge. Mamere aconsegueix convènçer a Carrie perquè els ajudi a portar a Kansas a Abital; la Nit de Nadal, Carrie arriba a la casa amb Abital. Molts dels "nens perduts de Sudan", que com desconeixen el dia de naixement ho celebre l'1 de Gener, i es troben molts d'elles per fer una gran festa.
Abital rep una carta anònima que diu que havia arribat a Kakuma un home que els buscava. Pensant que podria ser Theo, Mamere viatja a Nairobi i el cerca; finalment, es troben. Mamere intenta obtenir un visat en moltes ambaixades per a Theo sense èxit; però explica a Theo que ja està solucionat. A l'aeroport, Mamere revela a Theo que no el visat però a canvi li dona el seu propi passaport, un engany que és la "bona mentida". Theo arriba als Estats Units i Mamere roman a Kenya per treballar de metge a l'hospital de Kakuma.

## Repartiment
- Reese Witherspoon com a Carrie Davis.
- Arnold Oceng com a paquita (Mamere).
- Ger Duany com a Jeremiah.
- Emmanuel Jal com a Paul.
- Corey Stoll com a Jacky.
- Sarah Baker com a Pamela Lowi.
- Kuoth Wiel com a Abital.
- Thad Luckinbill com a Matt.
- Sharon Conley com a Erin Sullivan.
- Mike Pniewski com a Nick Costas.
- Joshua Mikel com a Dave.

## Recepció
La pel·lícula va tenir crítiques positives. En Rotten Tomatoes, la pel·lícula va tenir un 86%, basat en 66 crítiques amb una valoració de (6,8 de 10).